# Cantiones sacrae (H. Schütz, 1625)
Les Cantiones sacrae (littéralement : Chants sacrés) sont un recueil de quarante courts motets pour quatuor vocal et orgue, composés par Heinrich Schütz et publiés en 1625.
Dans le Schütz-Werke-Verzeichnis (SWV), le catalogue des œuvres de Schütz, les Cantiones sacrae sont répertoriées aux numéros 53 à 93.
Le contexte de la guerre de Trente Ans, opposant catholiques et protestants, et la ligne politique neutre Jean-Georges Ier de Saxe, protecteur de Schütz, mènent ce dernier à composer ces œuvres sacrées dans un esprit œcuménique et en langue latine, pour la première fois dans l’œuvre de Schütz.
Ces motets illustrent le tournant dans le style de la musique sacrée de Schütz, évoluant de la Prima pratica dans le style de Palestrina vers le style madrigalesque italien de la Seconda pratica issu de Monteverdi, qu'il avait adopté depuis son séjour en Italie en 1610. Mais Schütz y imprime son propre style empreint d'un profond mysticisme et de la rigueur allemande de la structure musicale.

## Historique
Schütz compose ses motets pendant les premières années de la guerre de Trente Ans, alors qu'il est au service de Jean-Georges Ier de Saxe, à la cour de l'Électorat de Saxe.  Heinrich Schütz semble avoir conçu ces motets dans un esprit œcuménique, dans la lignée de la position neutre de l'électorat de Saxe pendant cette période de cette guerre de religion entre catholiques et protestants. Ainsi, ils sont dédicacés au prince catholique Hans Ulrich von Eggenberg (en) et il s'agit de la première œuvre du compositeur utilisant la langue latine, de manière à pouvoir être utilisée aussi bien dans les offices catholiques ou protestants, Schütz ayant d'ordinaire recours à l'allemand vernaculaire,.
Les 40 motets paraissent en 1625 à Freiberg, alors que Schütz fête ses 40 ans.
Plusieurs motets seront plus tard publiés avec un texte allemand : le n°32 (Ecce advocatus), nommé Siehe, mein Fürsprecher dans le livre I du Kleine geistliche Konzerte (I636), et Quid commisisti dans le livre II, en 1635-36.

## Style musical
En raison de la guerre qui sévissait, l'effectif requis pour les jouer est réduit et permet une certaine intimité de l'interprétation et de l'écoute guère habituelle dans les œuvres sacrées au début du XVIIe siècle. 
Le style n'est pas uniforme dans l'ensemble du cycle. Même si l'essentiel a été composé en quelques années, Schütz a terminé quelques pièces commencées bien avant, comme Schütz lui-même le précise dans sa dédicace : « Travail bien sûr pas uniforme dans sa nature ... et cela s'est avéré différent selon le temps d'origine et l'époque de ma vie, car les Cantiones montrent en partie l'ancienne, en partie la nouvelle façon de chanter ».
Le style des cantiones évolue en effet de la Prima pratica, de style contrapuntique, à la Seconda pratica plus proche des madrigaux, en style imitatif avec plus de liberté dans le rythme et l'expressivité. Dans le même registre peuvent être rapprochés les cycles de madrigaux de son contemporain et ami Johann Hermann Schein, tels que Israelis Brünnlein. Selon Messori, Schütz a entièrement absorbé le nouveau style des madrigaux vénitiens, auquel il a intégré la maturité de son style mystique, ainsi qu'une rigueur de la structure musicale purement allemande, absente des madrigaux italiens.
Les 40 motets sont à 4 voix a cappella, mais, à la demande de l'éditeur, une basse chiffrée aurait été ajoutée à la partition. Dans la préface du recueil, le compositeur précise que l'adjonction de cette basse chiffrée lui a été extorquée [« extorsit ») et qu'il considère une basse continue à l'orgue (« a bassus ad organum ») comme vain et maladroit (« vanum atq[ue] inconcinnum »). Cependant, cette phrase semble plutôt désigner les motets de style ancien, tandis que ceux qui sont le plus dans le style des madrigaux sont réellement enrichis par la basse continue, qui fait d'ailleurs partie de l'instrumentation traditionnelle des madrigaux.

## Textes et organisation générale

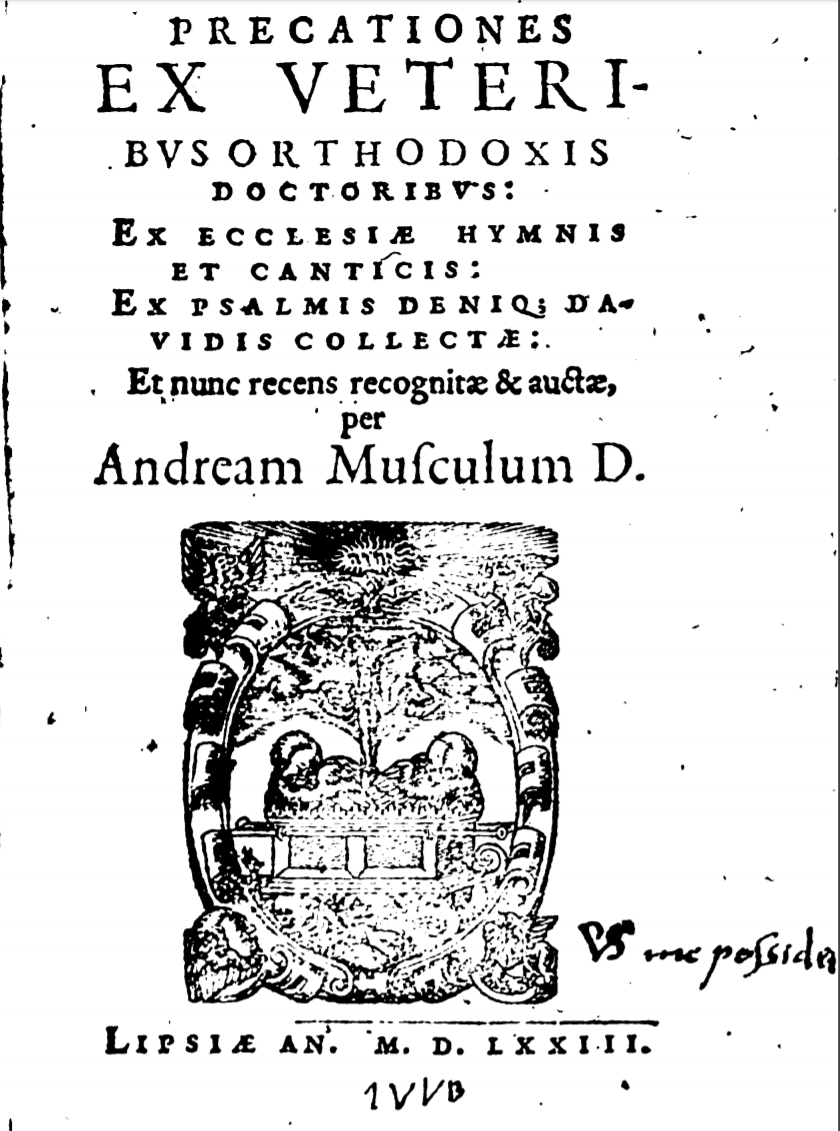
Precationes ("Prières") de Andreas Musculus, source des textes des Cantiones.

Les textes sont en grande partie tirés des Precationes Ex Veteribus Orthodoxis Doctoribus, un livre de prières en latin publié en 1553 par Andreas Musculus et qui reposent principalement sur des méditations augustiniennes et des psaumes, mais aussi  du Cantique des Cantiques, ou encore de textes en latin de Bernard de Clairvaux.
Schütz semble avoir choisi les textes dans une optique intimiste et subjective, où le compositeur présente les choses de son point de vue : 30 des 40 textes contiennent des références à la première personne du singulier, et le texte central de l’œuvre, le N°20 Quid detur tibi contient une référence marquante au nom latin de Schütz (Henrico Sagittario) avec le mot Sagittae mis en valeur sur des vocalises. On retrouve des vocalises très similaires sur le texte Ego sum ("Je suis", n° 5), ou Ego enim ("Moi je", n° 6), laissant peu de doutes sur les intentions de Schütz.
L'ensemble de l’œuvre semble avoir été conçue par Schütz non comme un assemblage disparate de motets, de styles et d'expression différentes, mais comme une œuvre globale unifiée, qui peut être chantée du début à la fin par les mêmes voix sans transposition. Le plan global semble également obéir à une logique et une intention, avec un ensemble de motets introductifs (n°1-3) et conclusifs (n° 36-40), dans une expression calme et fervente, et entre les deux une alternance de motets passionnés (n° 4-10, n° 21-25, n° 33-35) et de motets plus introspectifs traitant de la foi et l'espérance en Jésus.

## Liste des Cantiones sacrae
Les 40 motets sont structurés en 22 groupes ayant le même thème et la même source religieuse : 5 à deux parties, 5 à trois parties, un à cinq parties, et onze motets indépendants.
| No. | Groupe | SWV    | Titre                                            | Traduction                                                        | Source (et notes)                        |
| --- | ------ | ------ | ------------------------------------------------ | ----------------------------------------------------------------- | ---------------------------------------- |
| 1   | 1      | SWV 53 | O bone, o dulcis, o benigne Jesu                 | O bon, O doux, o miséricordieux Jésus,                            | Bernard de Clairvaux                     |
| 2   | 1      | SWV 54 | Et ne despicias humiliter te petentem            | O bon, O doux, o miséricordieux Jésus,                            | Bernard de Clairvaux                     |
| 3   | 2      | SWV 55 | Deus misereatur nostri, et benedicat nobis       | Que Dieu ait pitié de nous et qu’il nous bénisse,                 | Psaume 67 (66), 2                        |
| 4   | 3      | SWV 56 | Quid commisisti, o dulcissime puer?              | Qu'as-tu fait, O plus doux des enfants ?                          | Saint Augustin Manuale, chapitre 7       |
| 5   | 3      | SWV 57 | Ego sum tui plaga doloris                        | Je suis la plaie qui te fait souffrir,                            | Saint Augustin Manuale, chapitre 7       |
| 6   | 3      | SWV 58 | Ego enim inique egi                              | Moi, j'ai agi injustement,                                        | Saint Augustin Manuale, chapitre 7       |
| 7   | 3      | SWV 59 | Quo, nate Dei, quo tua descendit humilitas       | Jusqu'où, fils de Dieu, jusqu'où s'est abaissée ton humilité,     | Saint Augustin Manuale, chapitre 7       |
| 8   | 3      | SWV 60 | Calicem salutaris accipiam                       | J'accepterai le calice du salut,                                  | Saint Augustin Manuale, chapitre 7       |
| 9   | 4      | SWV 61 | Verba mea auribus percipe, Domine                | A mes paroles prêtez l’oreille, Seigneur.                         | Psaume 5, 2,4                            |
| 10  | 4      | SWV 62 | Quoniam ad te clamabo, Domine                    | A mes paroles prêtez l’oreille, Seigneur.                         | Psaume 5, 2,4                            |
| 11  | 5      | SWV 63 | Ego dormio, et cor meum vigilat                  | Je dors, mais mon cœur veille.                                    | Cantique des cantiques, Ct 5,2 et Ct 4,9 |
| 12  | 5      | SWV 64 | Vulnerasti cor meum, filia charissima            | Je dors, mais mon cœur veille.                                    | Cantique des cantiques, Ct 5,2 et Ct 4,9 |
| 13  | 6      | SWV 65 | Heu mihi, Domine, quia peccavi nimis             | Pauvre de moi ! Seigneur, car j’ai péché au cours de ma vie.      |                                          |
| 14  | 7      | SWV 66 | In te, Domine, speravi                           | En vous, Seigneur, j’ai mis mon espérance.                        |                                          |
| 15  | 8      | SWV 67 | Dulcissime et benignissime Christe               | Christ doux et miséricordieux.                                    |                                          |
| 16  | 9      | SWV 68 | Sicut Moses serpentem in deserto exaltavit       | Comme Moïse a enlevé le serpent dans le désert,                   | Jean 3:14-15                             |
| 17  | 10     | SWV 69 | Spes mea, Christe Deus, hominum tu dulcis amator | Seigneur Dieu, mon espoir, Toi qui aimes l'humanité,              | saint Augustin, Meditationes, 18         |
| 18  | 11     | SWV 70 | Turbabor, sed non perturbabor                    | Je tremblerais, mais je n'aurais aucune crainte,                  |                                          |
| 19  | 12     | SWV 71 | Ad Dominum cum tribularer clamavi                | Vers le Seigneur, dans mes tribulations, j'ai crié                | Psaume 120 (119),1–3                     |
| 20  | 12     | SWV 72 | Quid detur tibi aut quid apponatur tibi          | Que serait donné par toi ou que serait ajouté par toi             | Psaume 120 (119),1–3                     |
| 21  | 13     | SWV 73 | Aspice pater piissimum filium                    | O Père tout puissant, considère ton humble fils                   | Saint Augustin Meditationes Chap. 6      |
| 22  | 13     | SWV 74 | Nonne hic est, mi Domine, innocens ille          | O Père tout puissant, considère ton humble fils                   | Saint Augustin Meditationes Chap. 6      |
| 23  | 13     | SWV 75 | Reduc, Domine Deus meus, oculos majestatis       | O Père tout puissant, considère ton humble fils                   | Saint Augustin Meditationes Chap. 6      |
| 24  | 14     | SWV 76 | Supereminet omnem scientiam, o bone Jesu         | Tellement au dessus de tout le savoir de l'humanité, O doux Jésus | saint Augustin                           |
| 25  | 14     | SWV 77 | Pro hoc magno mysterio pietatis                  | Tellement au dessus de tout le savoir de l'humanité, O doux Jésus | saint Augustin                           |
| 26  | 15     | SWV 78 | Domine, non est exaltatum cor meum               | Seigneur, mon cœur n'est pas altier,                              | Psaume 131 (130)                         |
| 27  | 15     | SWV 79 | Si non humiliter sentiebam                       | Si je n'éprouvais pas de sentiment humble,                        | Psaume 131 (130)                         |
| 28  | 15     | SWV 80 | Speret Israel in Domino                          | Qu'Israël espère dans le Seigneur                                 | Psaume 131 (130)                         |
| 29  | 16     | SWV 81 | Cantate Domino canticum novum                    | Chantez au Seigneur un chant nouveau                              | Psaume 149,1–3                           |
| 30  | 17     | SWV 82 | Inter brachia Salvatoris mei                     | Dans les bras de mon Sauveur                                      | saint Augustin                           |
| 31  | 18     | SWV 83 | Veni, rogo in cor meum                           | Du fond du cœur, je te demande de venir                           | Saint Augustin                           |
| 32  | 19     | SWV 84 | Ecce advocatus meus apud te, Deum patrem         |                                                                   | saint Augustin                           |
| 33  | 20     | SWV 85 | Domine, ne in furore tuo arguas me               | Seigneur, dans ta fureur ne m'accuse pas,                         | Psaume 6                                 |
| 34  | 20     | SWV 86 | Quoniam non est in morte qui memor sit tui       | Parce que dans la mort, personne ne se souviendra de toi,         | Psaume 6                                 |
| 35  | 20     | SWV 87 | Discedite a me omnes qui operamini iniquitatem   | Éloignez-vous de moi, vous tous qui exercez l'iniquité,           | Psaume 6                                 |
| 36  | 21     | SWV 88 | Oculi omnium in te sperant, Domine               | Les yeux de tous se tournent vers Toi et espèrent, Seigneur       | Psaume 145:15–16                         |
| 37  | 21     | SWV 89 | Pater noster, qui es in coelis                   | Notre Père ...                                                    | Notre Père                               |
| 38  | 21     | SWV 90 | Domine Deus, pater coelestis, benedic nobis      | Dieu, roi des cieux, bénis-nous.                                  |                                          |
| 39  | 22     | SWV 91 | Confitemini Domino, quoniam ipse bonus           | Rendez grâce au Seigneur: il est bon,                             | Psaume 135:1                             |
| 37  | 22     | SWV 92 | Pater noster: Repetatur ut supra                 | Notre Père ...                                                    | Notre Père (identique à SWV 89)          |
| 40  | 22     | SWV 93 | Gratias agimus tibi, Domine Deus Pater           | Nous te rendons grâce, Seigneur Dieu notre Père                   |                                          |

## Postérité et éditions

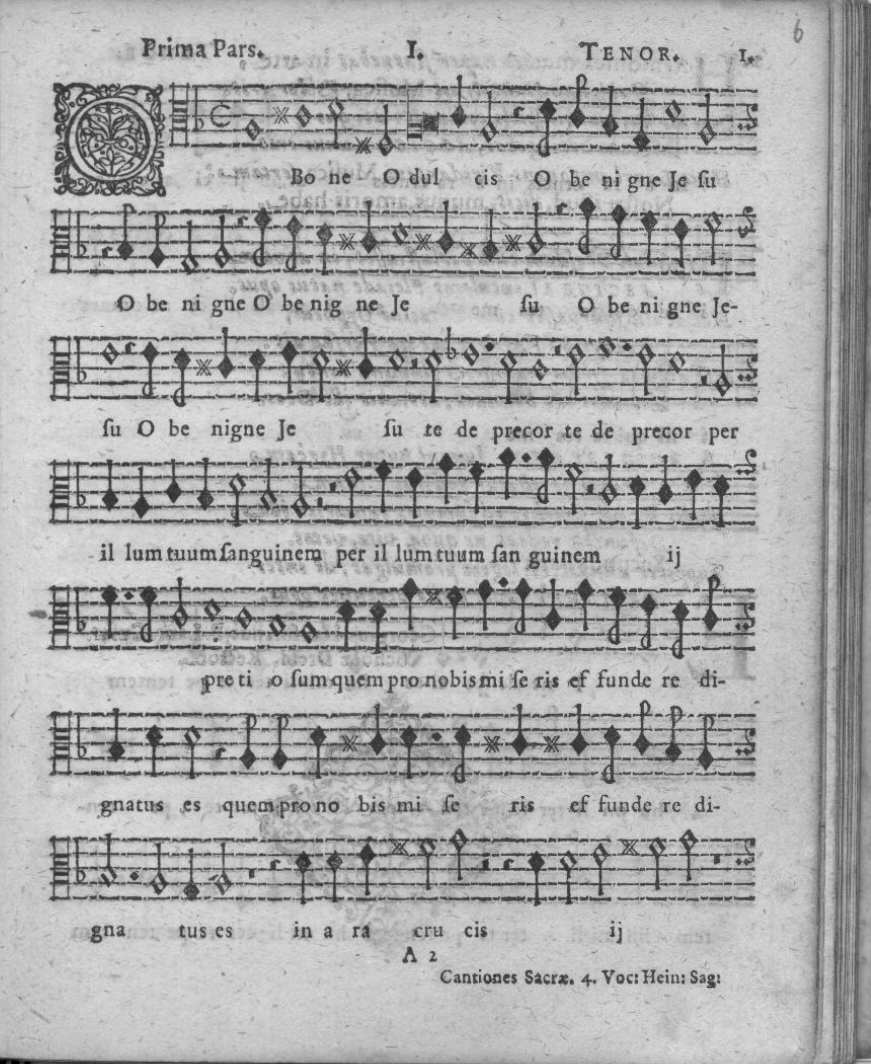
Édition originale, par partie et avec la notation et clés de l'époque, ici une clé d'ut 3ème ligne pour la partie de ténor.

Les Cantiones ont été, après l'édition originale, republiés en partie dans le premier volume des œuvres complètes de Schütz par Breitkopf & Härtel, en 1885, supervisé par Philipp Spitta. Le reste a été republié en 1927, dans les volumes suivants, supervisés par Arnold Schering et Heinrich Spitta. Cette édition respectait les clés originales, toutes différentes selon les voix.
En 1960, Gottfried Grote publie une Neue Ausgabe avec transposition dans les clés de sol 2ème ligne et fa 4ème ligne modernes.
Une édition critique a été publiée par Bärenreiter en 2004, supervisée par Heide Volckmar-Waschk, qui utilise les clés modernes mais montre également les clés originales.

## Enregistrements
- Heinrich Schütz : Cantiones Sacrae (CPO). Avec le Weser-Renaissance, dirigé par Manfred Cordes (2002)
- Heinrich Schütz : Cantiones Sacrae, 1625 (Accent). Avec l'ensemble Currende Consort, dirigé par Erik Van Nevel (2005)
- Heinrich Schütz : Cantiones Sacrae - Complete recordings, Vol. 5 (Carus, 83.252). Avec le Dresdner Kammerchor, dirigé par Hans-Christoph Rademann (2012)